# Leichtathletik-Weltmeisterschaften 1997/5000 m der Männer
Der 5000-Meter-Lauf der Männer bei den Leichtathletik-Weltmeisterschaften 1997 wurde am 8. und 9. August 1997 im Olympiastadion der griechischen Hauptstadt Athen ausgetragen.
Mit Gold und Bronze errangen die Langstreckenläufer aus Kenia in diesem Wettbewerb zwei Medaillen. Weltmeister wurde Daniel Komen. Er gewann vor dem marokkanischen Vizeweltmeister von 1995 und Olympiadritten von 1996 Khalid Boulami. Bronze ging an Tom Nyariki.

## Bestehende Rekorde
| Weltrekord               | 12:55,30 min | Moses Kiptanui | Rom, Italien                      | 8. Juni 1995    |
| Weltmeisterschaftsrekord | 13:02,75 min | Ismael Kirui   | WM 1993 in Stuttgart, Deutschland | 16. August 1993 |

Der bestehende WM-Rekord wurde bei diesen Weltmeisterschaften nicht eingestellt und nicht verbessert.
Der Libyer Ali Mabrouk El Zaidi stellte im ersten Vorlauf mit 13:58,26 min einen neuen Landesrekord auf.

## Vorrunde
Die Vorrunde wurde in zwei Läufen durchgeführt. Die ersten fünf Athleten pro Lauf – hellblau unterlegt – sowie die darüber hinaus fünf zeitschnellsten Läufer – hellgrün unterlegt – qualifizierten sich für das Finale.

### Vorlauf 1

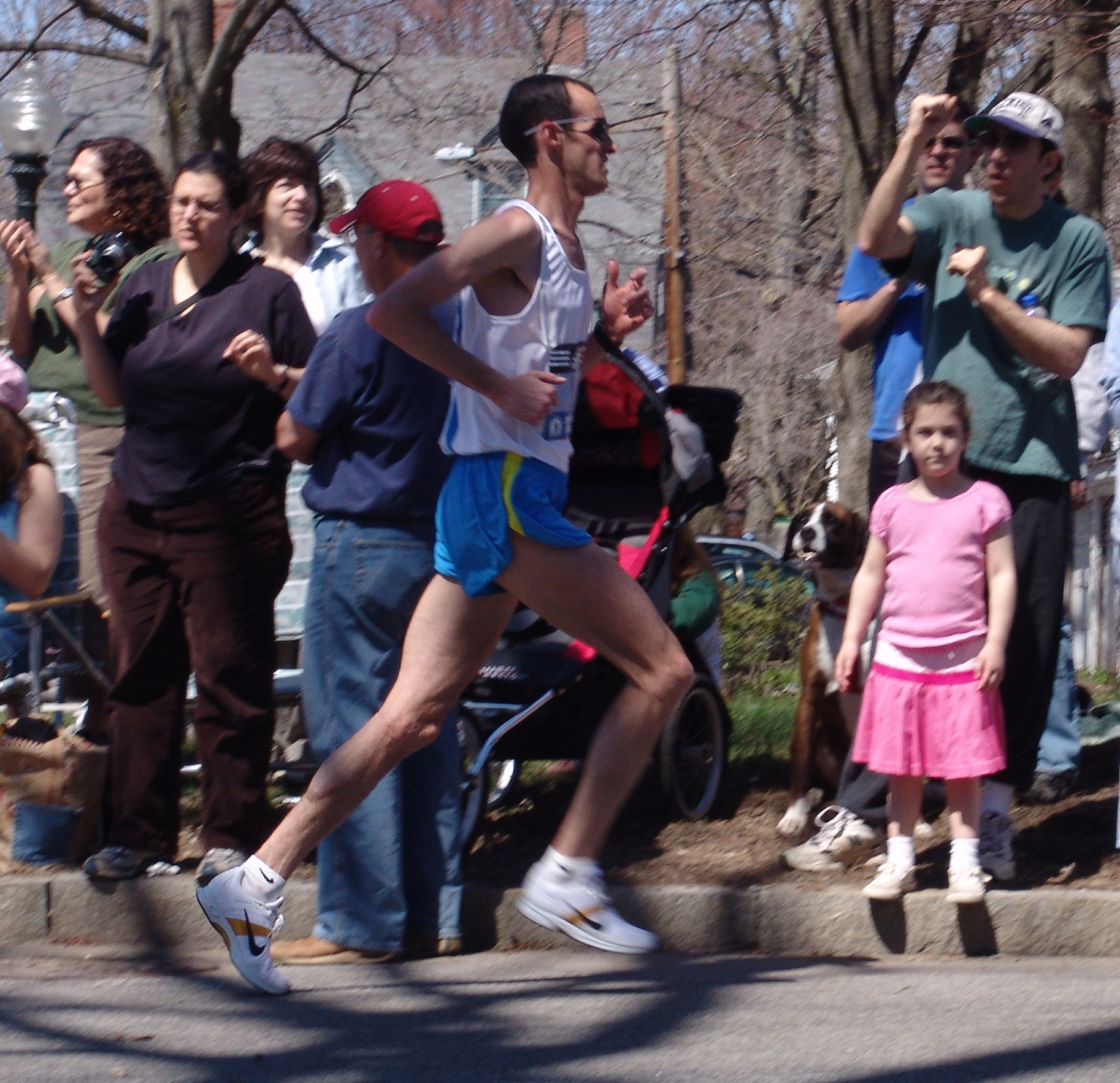
Alan Culpepper (hier beim Boston-Marathon 2005) schied als Achter seines Vorlaufs aus

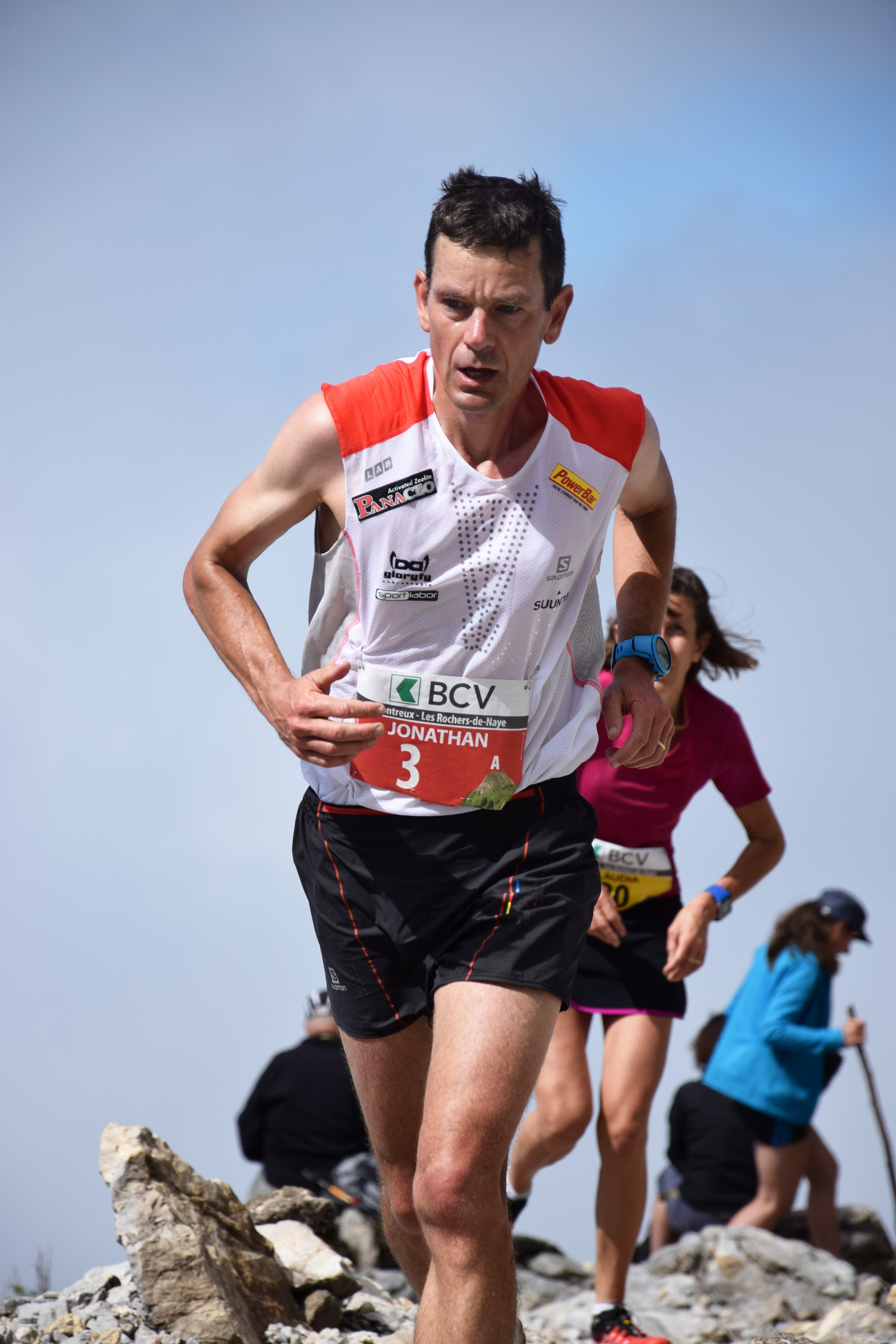
Jonathan Wyatt kam im ersten Vorlauf nicht ins Ziel

8. August 1997, 20:50 Uhr
| Platz | Name                  | Nation         | Zeit (min)  |
| ----- | --------------------- | -------------- | ----------- |
| 1     | Ismaïl Sghyr          | Marokko        | 13:19,69    |
| 2     | Dieter Baumann        | Deutschland    | 13:19,81    |
| 3     | Daniel Komen          | Kenia          | 13:19,87    |
| 4     | Enrique Molina        | Spanien        | 13:22,74    |
| 5     | Paul Bitok            | Kenia          | 13:24,85    |
| 6     | Abdellah Béhar        | Frankreich     | 13:26,50    |
| 7     | Worku Bikila          | Äthiopien      | 13:31,18    |
| 8     | Alan Culpepper        | USA            | 13:34,74    |
| 9     | Anacleto Jiménez      | Spanien        | 13:36,55    |
| 10    | Keith Cullen          | Großbritannien | 13:49,55    |
| 11    | Ahmed Ibrahim Warsama | Katar          | 13:55,56    |
| 12    | Sergej Drygin         | Russland       | 13:57,31    |
| 13    | Jeff Schiebler        | Kanada         | 13:57,88    |
| 14    | Mark Carroll          | Irland         | 13:58,08    |
| 15    | Robert Denmark        | Großbritannien | 13:58,26    |
| 16    | Ali Mabrouk El Zaidi  | Libyen         | 13:58,26 NR |
| 17    | Néstor García         | Uruguay        | 14:12,15    |
| 18    | Francis Munthali      | Malawi         | 14:14,80    |
| DNF   | Jonathan Wyatt        | Neuseeland     |             |
| DNS   | Marco Antonio Condori | Bolivien       |             |

### Vorlauf 2
8. August 1997, 21:10 Uhr
| Platz | Name                 | Nation         | Zeit (min) |
| ----- | -------------------- | -------------- | ---------- |
| 1     | Bob Kennedy          | USA            | 13:23,07   |
| 2     | Khalid Boulami       | Marokko        | 13:23,46   |
| 3     | Tom Nyariki          | Kenia          | 13:23,55   |
| 4     | El Hassan Lahssini   | Marokko        | 13:23,75   |
| 5     | Dionísio Castro      | Portugal       | 13:24,51   |
| 6     | Manuel Pancorbo      | Spanien        | 13:25,71   |
| 7     | Pablo Olmedo         | Mexiko         | 13:27,65   |
| 8     | Fita Bayisa          | Äthiopien      | 13:28,54   |
| 9     | Ismael Kirui         | Kenia          | 13:34,52   |
| 10    | Ayele Mezgebu        | Äthiopien      | 13:38,96   |
| 11    | Mustapha Essaïd      | Frankreich     | 13:39,11   |
| 12    | Panagiotis Papoulias | Griechenland   | 13:58,27   |
| 13    | Brian Baker          | USA            | 14:02,95   |
| 14    | Adrian Passey        | Großbritannien | 14:07,49   |
| 15    | Samuli Vasala        | Finnland       | 14:10,92   |
| 16    | Ghirmay Yohannes     | Eritrea        | 14:59,47   |
| 17    | Anatole Lekade       | Togo           | 15:00,21   |
| 18    | Yeli Moussa          | Niger          | 15:00,61   |

## Finale

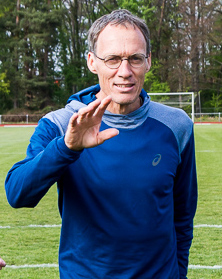
Dieter Baumann (Foto: 2017), 1992 Olympiasieger, 1988 Olympiazweiter und amtierender Europameister, kam auf den fünften Platz
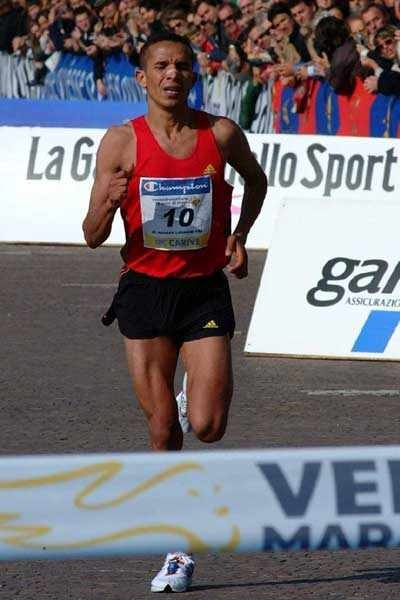
El Hassan Lahssini (hier bei einem Hindernislauf im Jahr 2003) belegte Rang sieben

10. August 1997, 19:25 Uhr
| Platz | Name               | Nation      | Zeit (min) |
| ----- | ------------------ | ----------- | ---------- |
| 1     | Daniel Komen       | Kenia       | 13:07,38   |
| 2     | Khalid Boulami     | Marokko     | 13:09,34   |
| 3     | Tom Nyariki        | Kenia       | 13:11,09   |
| 4     | Ismaïl Sghyr       | Marokko     | 13:17,45   |
| 5     | Dieter Baumann     | Deutschland | 13:17,64   |
| 6     | Bob Kennedy        | USA         | 13:19,45   |
| 7     | El Hassan Lahssini | Marokko     | 13:20,52   |
| 8     | Enrique Molina     | Spanien     | 13:24,54   |
| 9     | Manuel Pancorbo    | Spanien     | 13:25,78   |
| 10    | Fita Bayisa        | Äthiopien   | 13:25,98   |
| 11    | Abdellah Béhar     | Frankreich  | 13:29,10   |
| 12    | Worku Bikila       | Äthiopien   | 13:30,02   |
| 13    | Paul Bitok         | Kenia       | 13:30,25   |
| 14    | Dionísio Castro    | Portugal    | 13:31,74   |
| 15    | Pablo Olmedo       | Mexiko      | 14:05,59   |

## Video
- Daniel Komen 5000m, World Champ 1997, Athens, Video veröffentlicht am 20. Juni 2015 auf youtube.com, abgerufen am 13. Juni 2020